# BMW:s historia

BMW:s historia börjar den 7 mars 1916 då företaget Bayerischen Flugzeug-Werke (BFW) grundades. Detta datum ser BMW idag som företagets grundande. BMW var till en början delad  mellan BFW och Rapp-Motorenwerke. 1917 bytte Rapp-Motorenwerke namn till Bayerischen Motoren-Werke - BMW.
BMW grundades som flygmotortillverkare men kom efter första världskriget även att börja bygga motorcyklar och några år senare personbilar. Under mellankrigstiden firade företaget flera framgångar på tävlingsbanorna. Efter andra världskriget återuppbyggdes verksamheten men hade ekonomiska problem som vändes under 1960-talet. Sedan 1960-talet har koncernen upplevt stora framgångar med sina modellserier med 3-serien som storsäljare. BMW har stadigt ökat sin produktion och öppnat nya produktionsanläggningar. Nya fabriker startades i bland annat USA och Eisenach men satsningen på brittiska Rover-koncernen visade sig vara en katastrof. I dag har bilmärket BMW fortfarande hög status, kvalitet och pris och konkurrerar därmed på samma prestigemarknad som Mercedes och Audi.

## 1910-talet: Starten - BMW:s ursprung
7 mars 1916 grundades företaget Bayerische Flugzeugwerke (BFW). Detta datum ser BMW idag som företagets grundande men detta var då inte BMW. BMW har nämligen till en början delad historia mellan Bayerische Flugzeugwerke och Rapp-Motorenwerke. Rapp-Motorenwerke grundades 28 oktober 1913 av Karl Rapp, som tillsammans med bara sju medarbetare tillverkade kraftiga åtta- och tolvcylindriga flygmotorer. Företaget inledde en licenstillverkning av Ferdinand Porsches nya 350 hk flygmotor från Austro-Daimler. För att övervaka tillverkningen av motorerna vid Rapp-Motorenwerke anlitade Porsche ingenjören Franz Josef Popp vid Daimler i Wien.
På grund av sjukdom tvingades Rapp dra sig tillbaka och Popp övertog ansvaret i företaget. En tidig mecenat för BMW var den österrikiske affärsmannen Camillo Castiglioni som även spelade en viktig roll i Austro-Daimler vid den här tiden. Castiglioni var storägare och satsade stora pengar på BMW under de första åren och låg också bakom 1922 års sammanslagning. Castiglioni kan ses som en föregångare till Herbert Quandt.

### Bayerische Motoren-Werke
1917 bytte Rapp-Motorenwerke namn till Bayerische Motoren-Werke - BMW. BMW kunde under krigsåren etablera sig som flygmotortillverkare i den av Första världskriget präglade tyska industrin. Fram till 1918 lade den tyska krigsmakten in stora beställningar på flygmotorer. Man byggde en stor fabrik vid Münchens flygplats Oberwiesenfeld. Tysklands nederlag i kriget förde med sig att BMW tvingades under restriktioner från och med 1919. Man fick inte längre tillverka flygplansmotorer då detta sågs som en del i en tysk upprustning.
Strax innan förbudet mot tillverkning och flygande för tysk del trädde i kraft lyckades BMW genomföra ett flygrekord som skapade renommé. Franz Zeno Diemer satte världsrekord genom att flyga 9760 meter upp i luften. Rekordet fick inte officiell status då Tysklands uteslutande ur det internationella flygsällskapet (Fédération Aéronautique Internationale) satte stopp.

## 1920-talet: Motorcyklar och bilar
Under 1920-talet startade en diversifiering för att hålla företaget vid liv. 1922 skapades BMW igen då Rapp-Motorenwerke sålde namnrättigheterna och produktionen till BFW. Den nya koncernen antog namnet BMW som var det etablerades varumärket och antog BFW:s grundande som BMW:s födelsedatum. Första chef för det sammanslagna BMW blev Franz Josef Popp.
BMW kunde under krigsåren etablera sig som flygmotortillverkare under Första världskriget som präglade den tyska industrin. Tysklands nederlag i kriget förde med sig att BMW tvingades under restriktioner från och med 1919, och fick inte längre tillverka flygplansmotorer då detta sågs som en del i en tysk upprustning. Under 1920-talet inleddes därför en diversifiering för att hålla företaget vid liv, med motorcykeltillverkning (1923) och biltillverkning (1928). Dessa grenar samsades då med den 1924 återupptagna flygmotortillverkningen. Motorcyklarna och bilarna började tävla framgångsrikt och BMW:s förare tillhörde de mest framgångsrika.

### BMW-märket

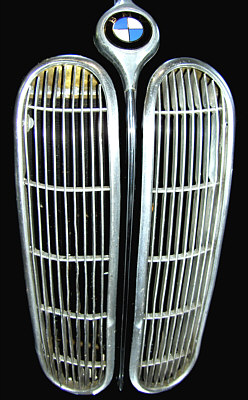

Bayerns blå-vita färger (Egentligen ätten Wittelsbachs vapensköld) hade redan 1917 blivit del av BMW:s identitet och symbol och BMW har sedan dess haft samma symbol med vissa mindre modifieringar. Man kan se det blå och det vita i märket som en propeller mot himlen. Det är dock en myt som blivit verklighet att det är detta som skulle ligga bakom företagssymbolen. Det är efterhandskonstruktion som skapades senare då BMW ville framhäva sin flygmotortillverkning. Det var först 1929 som BMW-märkets utformning anges komma från bilden av en propeller - alltså över 10 år efter att det första gången uppkom. Idag ser man BMW-märket föreställande båda Bayerns färger och en propeller men det är intressant i sammanhanget att det ofta är propelleridén som lyfts fram och inte den verkliga bakgrunden i de bayerska färgerna.

### Motorcykeltillverkning

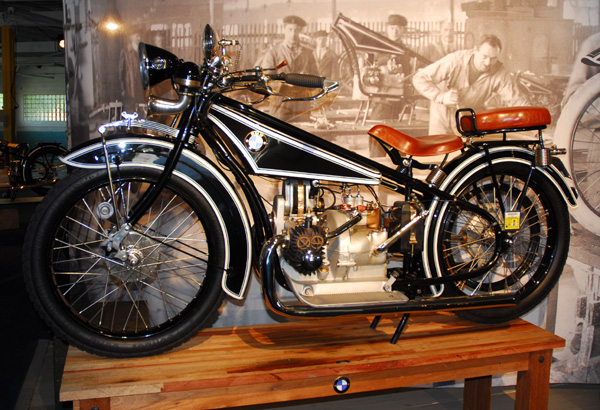
BMW R32

BMW började tillverka motorcyklar 1923. Företaget var fortfarande förbjudet att tillverka flygplansmotorer efter Versaillesfreden. Chefskonstruktören Max Friz var BMW:s ledande man på området när man presenterade BMW R32 vid IAA i Berlin. R32 hade det som alla BMW-motorcyklar blivit kända för - kardandrivning. Fritz deltog själv framgångsrikt i motortävlingar med R32:an.
Förutom motorcykeltillverkningen tillverkade man båt- och lastbilsmotorer under tiden man väntade på att förbudet skulle hävas. 1924 försvann förbudet och tillverkningen startade på nytt. BMW tillverkade flygmotorer fram till 1965 då man sålde av produktionen till MAN. 1990 startade man upp tillverkningen på nytt tillsammans med Rolls-Royce genom ett gemensamt bolag. 2000 tog Rolls-Royce ensamt över tillverkningen och döpte om bolaget till Rolls-Royce Deutschland.

### Biltillverkning

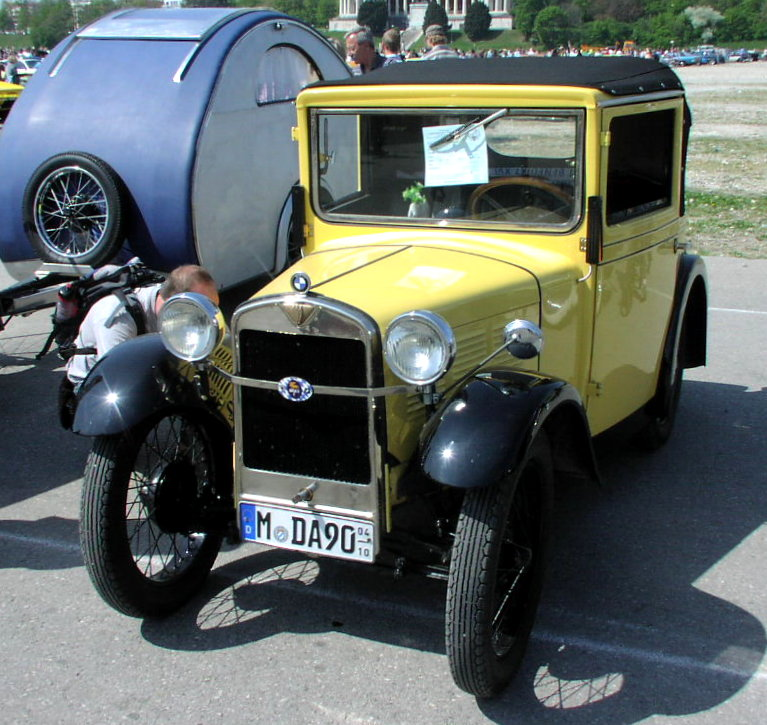
BMW Dixi

Under 1920-talet kom BMW alltmer in på idéer kring biltillverkning. 1928 köpte man bilfabriken i Eisenach vilket blev startskottet för BMW som biltillverkare. BMW:s ingenjörer tog fram flera olika modeller men i slutändan beslutade man att börja med licenstillverkning av brittiska Austins Austin Seven. Det är en liten tvådörrars täckt bil. BMW 3/15 PS, "Dixi" kallad, blev en stor framgång för BMW som fram till 1932 tillverkat 16 000 exemplar. Den konkurrerade med dåtidens storsäljare Opel Laubfrosch och kostade i grundutförande 2200 riksmark.

## 1930-talet: Flygmotorer och racing
Under 1930-talet började BMW:s ingenjörer att utveckla motorer. Element som senare kom att bli typiska för BMW lanserades, bland dem dubbelnjurgrillen som lanseras 1933. Andra världskriget ändrade dock företagets inriktning. Under 1930-talet satsade BMW tillsammans med staten alltmer på flygmotortillverkning som blev dominerade verksamhet under kriget.
1932 kom den första "äkta" BMW:n: BMW 3/20 PS. Bilen har lite kvar av den Austin-licens som BMW 3/15 PS varit och fortsatte den bilera som BMW inlett. BMW hade i 3/20, som var den första egenutvecklade bilen, tagit fram en ny motor utifrån Austin-motorn och förbättrat det mesta och kunde då tillverka flera karosstyper. Tillverkningen delades upp med biltillverkningen i Eisenach och motortillverkningen förlagd till München.
1933 kom så BMW 303 där BMW för första gången använde sig av "dubbelnjurarna" i grillen som idag är en av de största designelementen för hur en BMW ska se ut. Dubbelnjurarna skapades från början av tekniska skäl och patenterades som en teknisk funktion och inte som ett designelement. 303:an inledde också BMW:s starka tradition att bygga sexcylindriga motorer. Det var vid den här tiden som BMW:s ingenjörer inledde sitt stora motorengagemang där man förutom utvecklingen av BMW:s första raka sexa också tog fram en V12:a utifrån en av företagets flygmotorer.
1936 lanserade man den legendariska BMW 328 som gav BMW ett renommé inom banracingen. Den vackert formgivna sportbilen blev en legend med sin dominans i dåtidens bilracing. 328:an vann 141 av de 172 som bilen deltog i. Den första tävlingen man deltog i var vid Nürburgring där man direkt skapade rubriker med Ernst Henne som segrare. 1940 kom den mest meriterande segern vid italienska Mille Miglia. BMW 328 är idag en verklig skalp för de samlare som får tag i den då bara 464 tillverkades. BMW:s fabriksteam där Ernst Henne, Ludwig Kraus, Josef Mauermaier och Peppi Stelzer ingick blev legender efter sina framgångar på Europas racerbanor.
1936 var också året då BMW 326 lanserades. BMW 326 är en lyxig och elegant sportvagn i det av coupéer och cabrioleter alltmer dominerade modellprogrammet. 326:an blev en succé trots att den sågs som något föråldrad vad gäller design och framförallt hade ett högt pris. Autenrieth var den ledande karossbyggare bland flera som byggde 326:an vid den här tiden. 1939 kom BMW 335 som var BMW:s första stora bil.
BMW:s utveckling under en tioårsperiod var imponerade med en utveckling från den lilla småbilen 3/15 till motorvägskryssaren BMW 335. BMW:s utveckling är man inte ensam om då GM-ägda Opel gjort samma resa och blivit Europas största tillverkare. Den ofta nämnda konkurrensen med Mercedes-Benz kom delvis på skam då företagen under den här perioden hade täta band med flera ledande personer i båda företagens styrelser. Det är dock ingen tvekan om att BMW 335 var BMW:s första utmanare till Mercedes stora modeller som dominerade vid den här tiden. 335:ans framgång stoppas när det som skulle förändra företaget och hela världshistorian startade samma år - Andra världskriget.

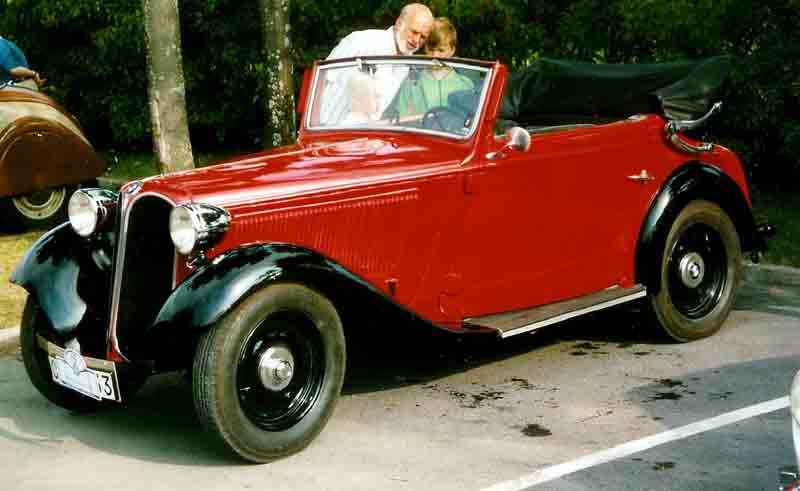
BMW 315 Cabriolet från 1935
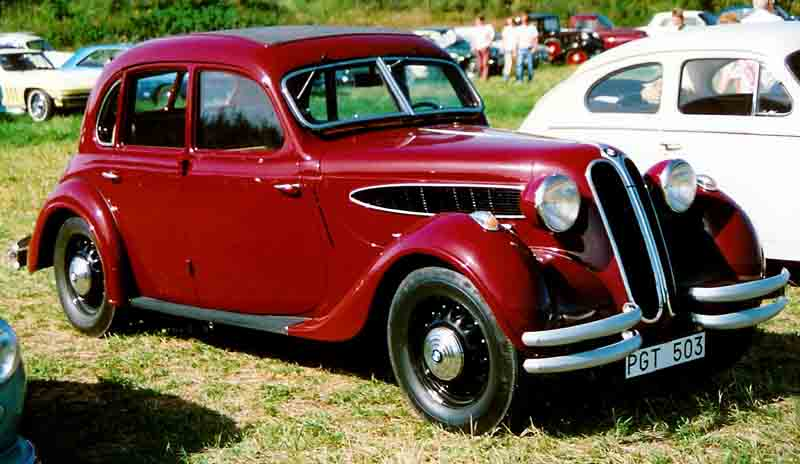
BMW 326 Limousin från 1938
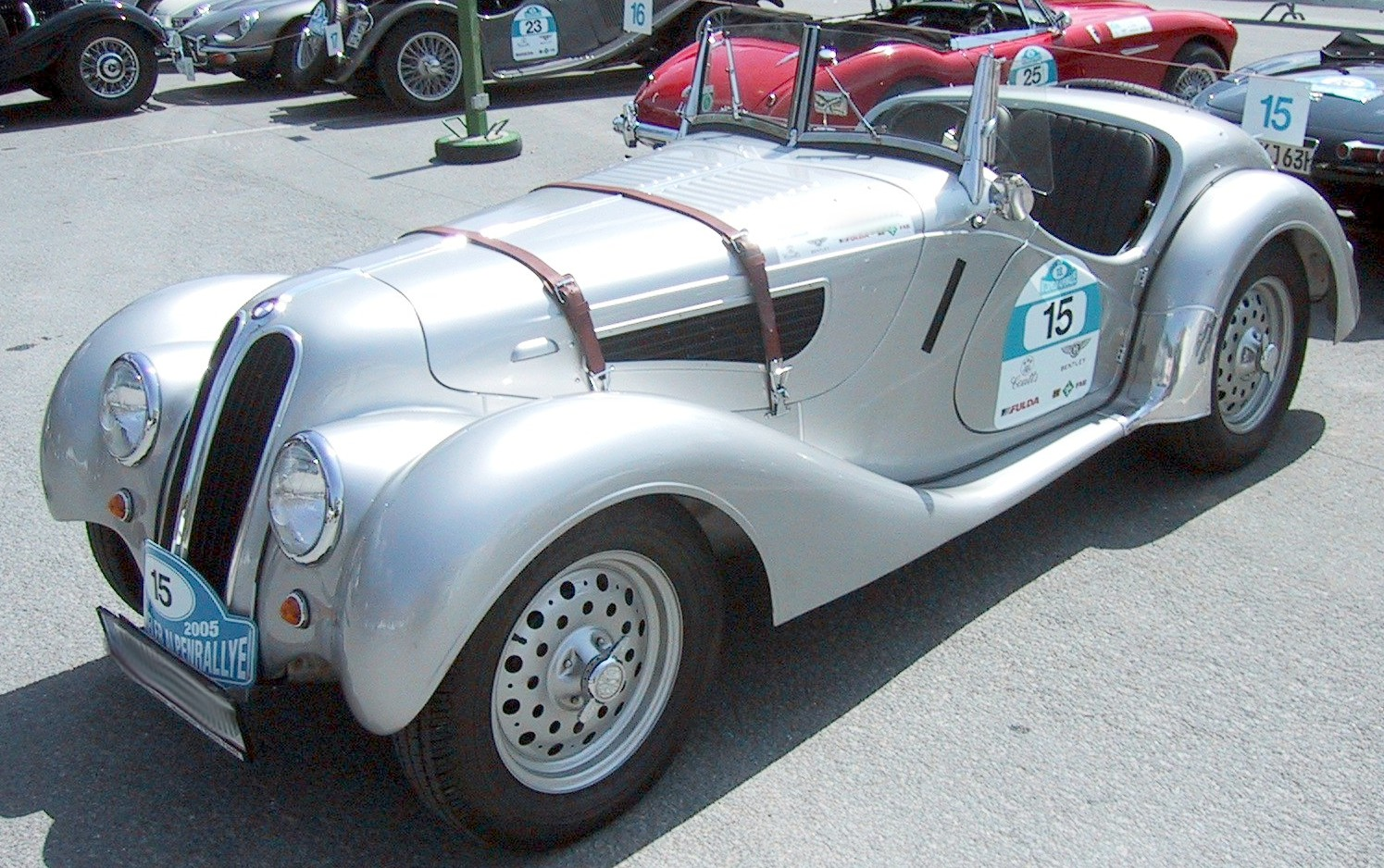
En av de mest legendariska BMW-bilarna: BMW 328
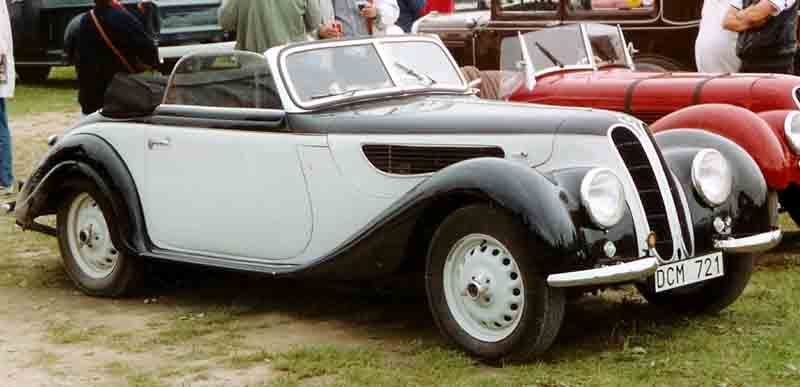
BMW 327/28 Sport-Cabriolet från 1939

### Rustningsindustri
Flygmotortillverkningen var fortfarande en viktig del av koncernen och i 1930-talets upprustning kom den att växa ännu mer. 1936 byggde BMW med nazi-regimen i ryggen en ny fabrik i Allach i München för framställning av flygmotorer under stort hemlighetsmakeri. Statliga subventioner för att BMW skulle bygga ut flygmotortillverkningen ledde till att flygmotortillverkningen återtog sin position som företagets viktigaste gren. Brandenburgische Motorenwerke (Bramo) blev en del av BMW för att utöka företagets tillverkning med fabriker i Spandau i västra Berlin samt i Basdorf och Zühlsdorf. Bramo hade tidigare tillhört Siemens.

## 1940-talet: Krigsproduktion och återuppbyggnad

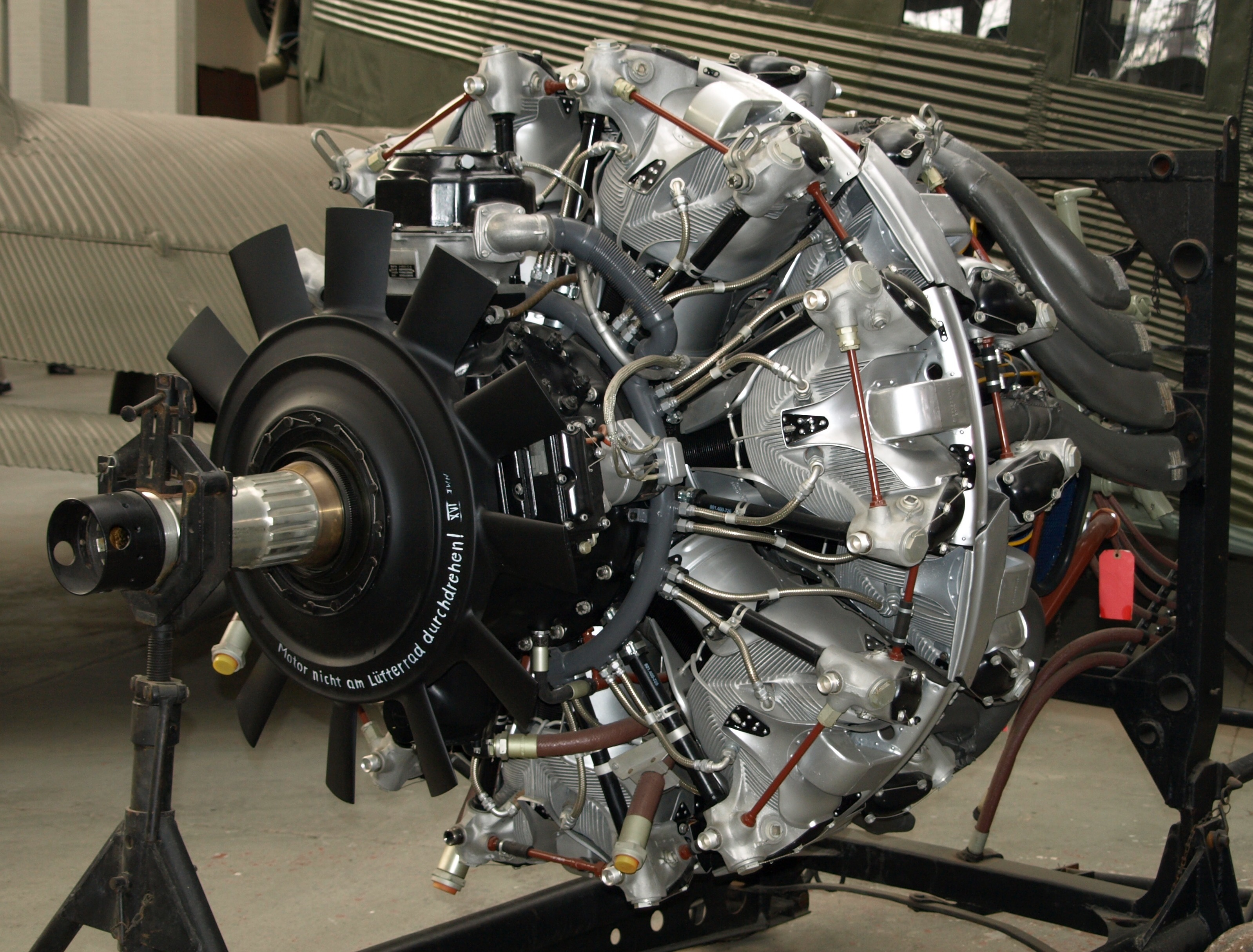
BMW 801

BMW koncentrerade sig under Andra världskriget på tillverkning av flygmotorer åt Luftwaffe och bil- och motorcykelproduktionen lades åt sidan. Den civila produktionen fortsatte under krigets första år men lades ner 1943. BMW producerade en militärbil för den tyska armén med beteckningen 325 Leichter Einheits-PKW. Under kriget tillverkade BMW över 20 000 exemplar av sin 801-motor för Luftwaffes räkning.
Från 1942 och framåt började man utveckla raketer vid BMW:s fabriker. Rakettillverkningen var den stora orsaken till att BMW efter kriget tvingades se sina fabriker monteras ner.[källa behövs] Företagets huvudfabrik i München bombades till ruiner 1944–1945. BMW:s fabrik i München har varit en viktig del i Tysklands krigsproduktion. Fabriken i Allach klarade sig, trots sin viktiga funktion, från stora allierade bombningar. BMW var under krigsåren ett av de företag som använde krigsfångar och fångar från koncentrationslägren som tvångsarbetare i sina fabriker.
Efter kriget hamnade Bayern under amerikansk ockupation och BMW:s framtid var osäker. BMW:s fabriker togs i beslag och beslut togs om nedmontering från amerikanskt håll. Fabriken i Allach kunde fortsätta som verkstad för de amerikanska truppernas fordon. Efterhand lättade relationerna upp och BMW fick börja tillverka hushållsprodukter. 1948 togs det första stora steget för efterkrigstidens BMW då man åter fick tillverka motorcyklar. Fabriken i Eisenach har tagits över av den sovjetiska ockupationsmakten och BMW fick aldrig tillbaka fabriken då den senare blev ett statligt företag i DDR. Eisenachfabriken fortsatte tillverkning av BMW men senare kunde BMW stoppa användningen av BMW-namnet. Detta ledde fram till det östtyska bilmärket EMW - Eisenacher Motoren-Werke - som tillverkade BMW-kopior fram till 1955.

## 1950-talet: Ekonomiska problem och vackra bilar

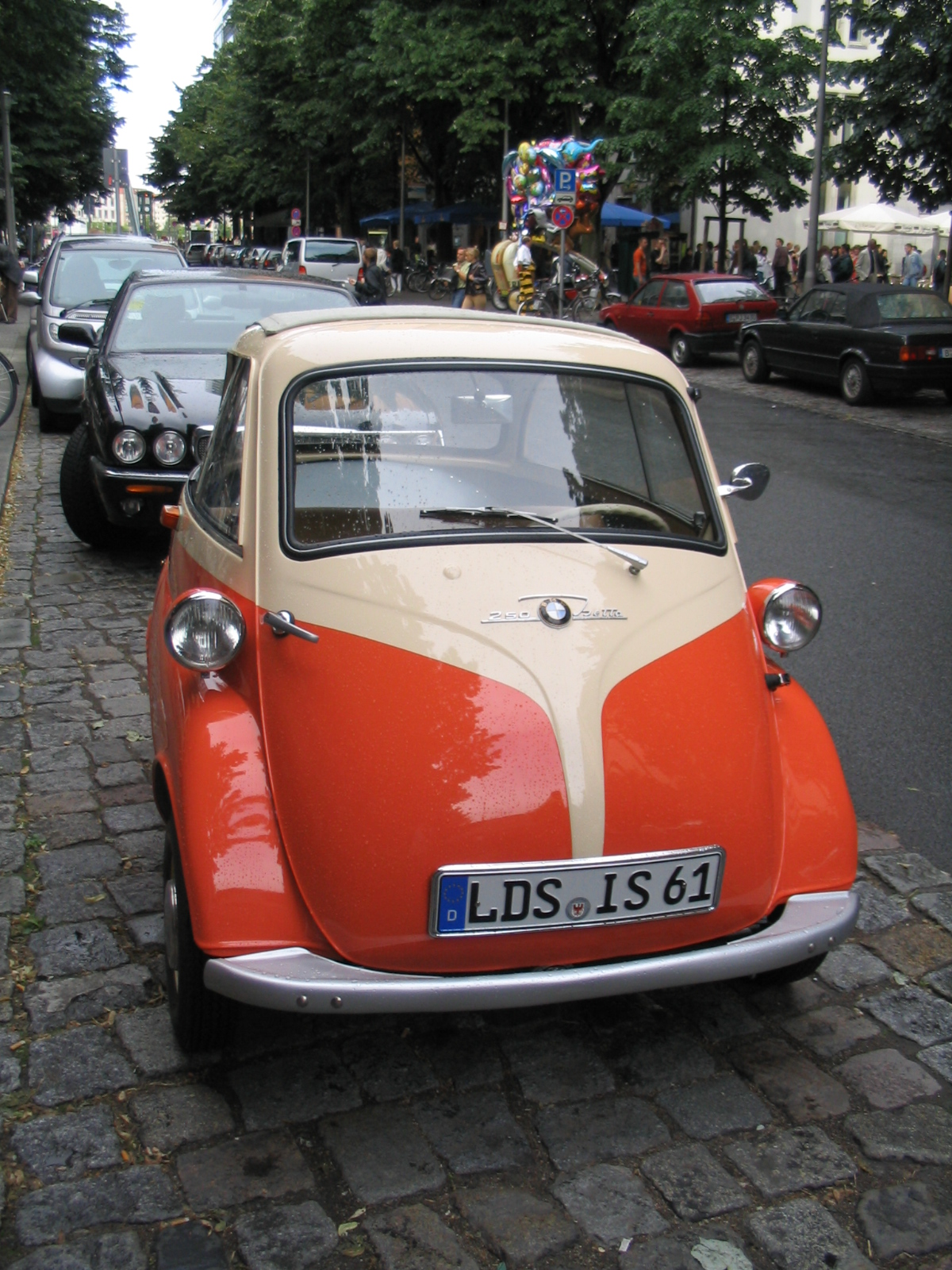
BMW Isetta är idag en annorlunda BMW-klassiker.

Under 1950-talet lanserade BMW nya modeller men fick inget genombrott och hamnade i ekonomiska svårigheter som kulminerade 1958–1959 då man stod på ruinens brant och var på väg att säljas ut till konkurrenten Daimler-Benz. Under 1950-talet hamnade BMW i en svår ekonomisk kris. Man lyckades inte få någon lönsamhet i de modeller man lanserade som innefattade så olika modeller som den vackra sportbilen BMW 507 och den enkla småbilen BMW Isetta. Det var en stor framgång för BMW att man återigen kunde tillverka bilar när produktionen startade bredvid motorcykeltillverkningen. Då Eisenach-fabriken gått förlorad blev München centrum för hela BMW:s tillverkning.
1951 presenterade man BMW 501 ("barockängeln") vid IAA som är en stor och lyxig bil med V8-motor. BMW hade dock svårt att hävda sig med en bil som få kunde köpa under efterkrigstidens första år. BMW 501 var därtill svår att tillverka där produktionskostnaderna sköt i höjden på grund av kostnaderna för den avancerade karossen. 501:an hade svårt att hävda sig i konkurrensen med Mercedes-Benz 180/220 som med sin pontonkaross attraherade fler köpare.
BMW insåg problemen och vände sig utomlands, till Italien där man varit framgångsrika med små folkbilar med Fiat 500 i spetsen. Lösningen hittade man hos Milano-baserade Iso Rivolta med sin Isetta-modell. BMW köpte licens på tillverkningen och Isetta i en vidareutvecklad BMW-form började tillverkas i München 1955. Isettan blev en stor succé (160 000 exemplar) och gav BMW välbehövligt andrum. Denna säregna småbil kan sättas i kontrast inte bara till senare prestigebilar utan även till dåtidens övriga modellprogram. I samma anda började man 1957 tillverka BMW 600, som liknar Isettan, men har fyra sittplatser och en 600 kubiks motor. Två år senare fick man ge upp, efter 35 000 exemplar.
BMW 507 är BMW:s försök att positionera sig och komma in på USA-marknaden. Den eleganta 507:an blev en succé när den presenterades men BMW förmådde inte att omsätta den i produktion. BMW fick bara fram 252 exemplar och detta blev en kostsam affär för den hårt prövade tillverkaren.
1959 var man nära att bli uppköpt av ärkerivalen Daimler-Benz AG och BMW:s belackare valde att uttyda förkortningen Bald Mercedes Werke (snart Mercedesverken). Herbert Quandt avstyrde emellertid detta vid en bolagsstämma 1959. Under familjen Quandt (fortfarande stor ägare) och dess överhuvud Herbert Quandt lyckades BMW växa fram som ett av vår tids stora prestigemärken från början av 1970-talet och framåt.
1959 presenterade man BMW 700 som var den första moderna BMW:n med självbärande kaross. BMW 700 presenterades vid IAA i Frankfurt am Main och blev en viktig länk mellan de gamla 1950-talsmodellerna och de modeller som kom under 1960-talet. 700:an ter sig som den för BMW:s del mest excentriska modellen med sin motor placerad bak.

## 1960-talet: Nya bilar får fart på företaget

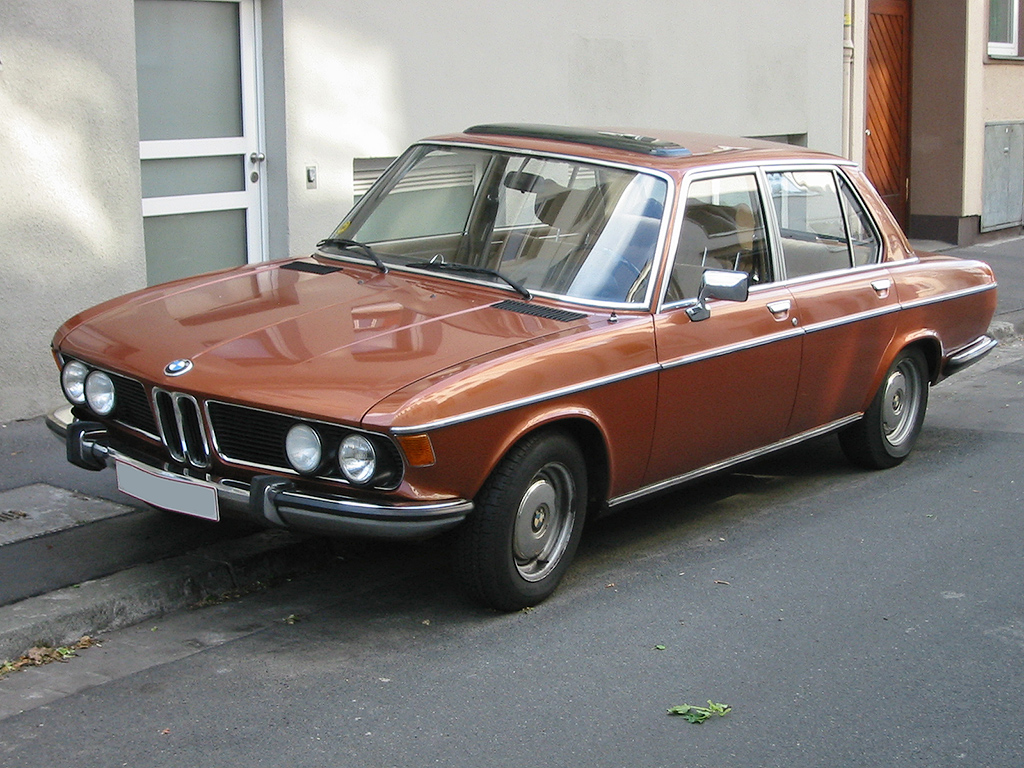
BMW 2500.

De gamla 1950-talsmodellerna avlöstes under 1960-talet av nya och moderna BMW-modeller. 1962 kom BMW 1500 som lade grunden till de större modellerna som senare kom. 1966 tog man fram BMW 1602 som senare utvecklades till BMW 2002 som i sin tur var föregångaren till den 1975 lanserade BMW 3-serien. Man utvecklades samtidigt nya motorer och lade mer och mer tonvikt vid sportigheten hos märket som inte minst fanns historiskt (BMW 328). Här spelade den gamla tävlingsföraren Alexander Freiherr von Falkenhausen en viktig roll. 1965 anställdes Paul G. Hahnemann som säljchef och han fick BMW att växa inte bara i Västtyskland utan även komma in på viktiga exportmarknader. Hahnemann lyckades på ett helt nytt sätt med marketing att föra fram BMW som prestigemärke. 1965 avyttrade man flygmotortillverkningen till MAN AG för att helt gå in för personbils- och motorcykeltillverkningen.
BMW förvärvade 1967 Glas. Köpet innebar att BMW tog över Glas-fabriken i Dingolfing och sex år senare hade man skapat en helt ny BMW-fabrik - idag BMW:s största. Under en övergångsperiod såldes Glas-bilar under BMW-märket. Samma år startade produktionen i Landshutfabriken. 1969 flyttades motorcykeltillverkningen till Västberlin då Münchenfabriken koncentrerade sig på personbilstillverkning och utrymmena inte längre räckte till.
1968 kom BMW 2500 och BMW 2800 som placerade BMW i de exklusiva bilklasserna. 2500 och 2800 gick in på marker som BMW inte varit på under många år, men kom under 1970-talet att ta stora marknadsandelar fram till dess att de lades ner 1977.

## 1970-talet: Internationalisering

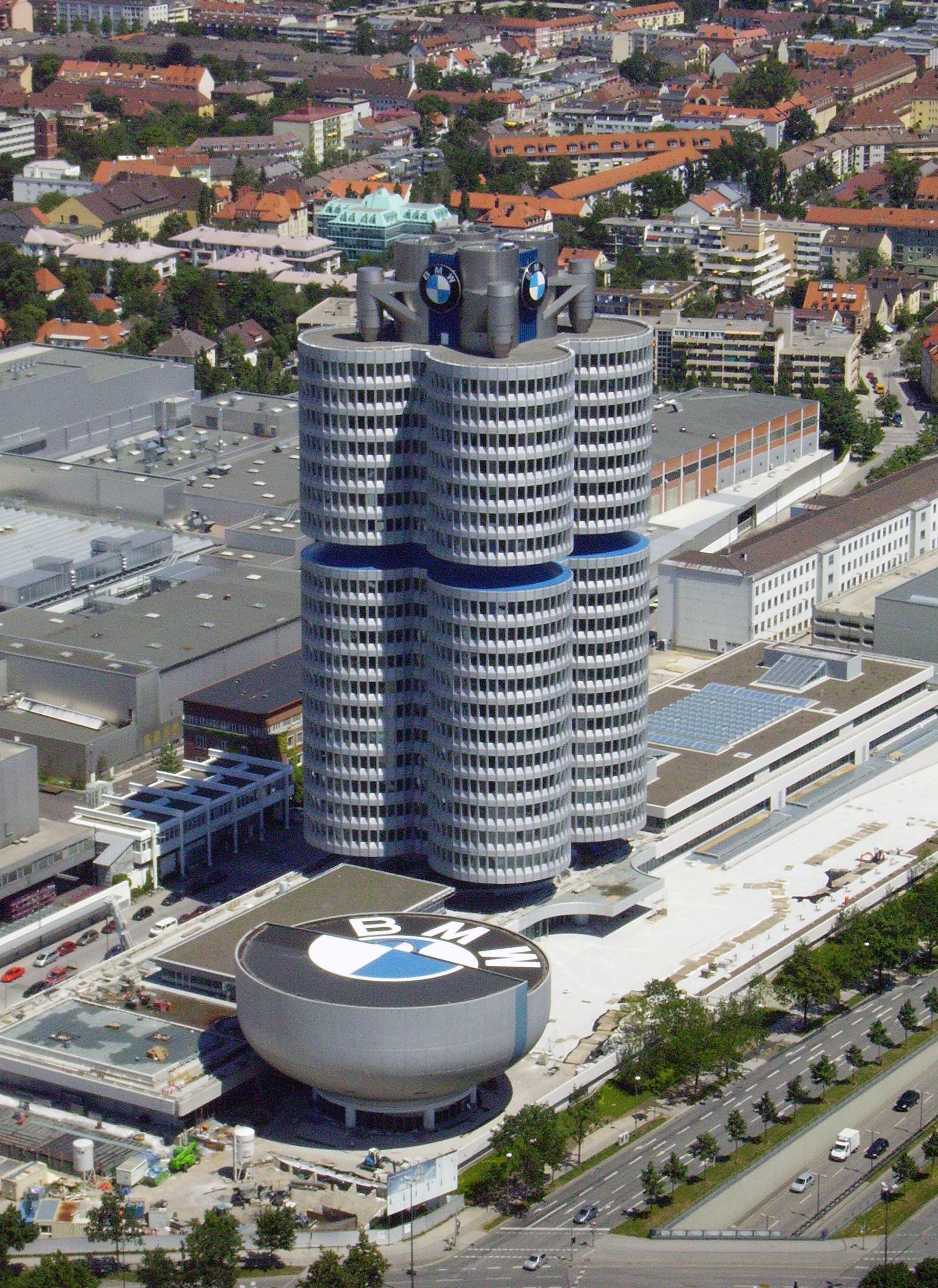
BMW:s huvudkontor stod klart 1972.

Under 1960-talet lanserade BMW nya modeller där BMW 1500 får ses som en milstolpe. En ny modern sedan tog BMW tillbaka till de fina salongerna och framgångarna fortsatte. 1970-talet innebar nya framgångar där BMW kunde positionera sig än mer med ett nytt modellprogram som man fortfarande har. BMW manifesterade sina framgångar genom invigningen av det nya huvudkontoret tillika landmärket "fyrcylindern" 1972. En internationalisering tog vid där BMW satsade på nya exportmarknader och befäste sin position.
Eberhard von Kuenheim utsågs 1970 till ny chef och fortsatte med nya framgångar och introduceringen av det modellprogram som används fortfarande. Von Kuenheim är med sina 40 år en sensation i den västtyska företagsvärlden. Herbert Quandt spelar en fortsatt viktig roll för företaget. I samband med Quandts 60-årsdag 1970 grundades Herbert-Quandt-Stiftung till hans ära.

### Nya modellserier
En stark och konsekvent satsning på nya modellserier med start med 5-serien 1972 ledde till en rask klättring under 1970- och 1980-talet. Oljekrisen gick inte obemärkt förbi men hindrade inte BMW:s satsning där man 1973 lanserade en blivande klassiker BMW 2002 Turbo. Specialversioner av 2002:an lanserades där man gjort gatuversioner av tävlingsbilarna. BMW tävlade också flitigt i standardvagnsmästerskap vid den här tiden. Det var också då som man började använda färgkombinationen som idag förknippas med M-modellernas M-märke. 

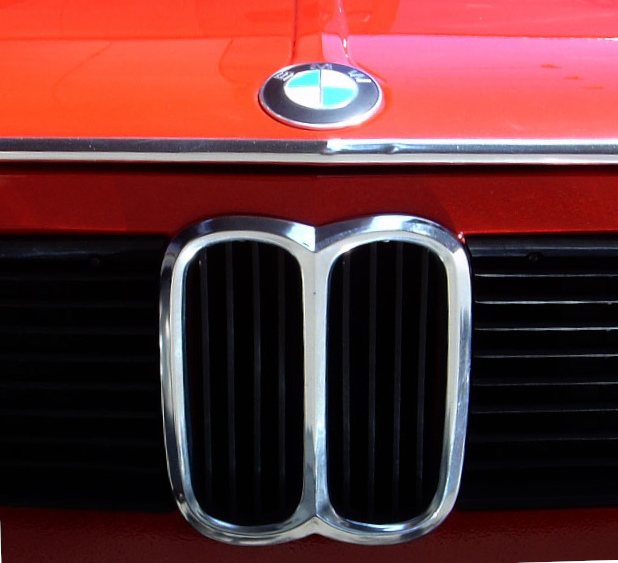
BMW:s så kallade njurgrill - här på 1970-talets storsäljare BMW 2002.

I början av 1970-talet startade internationaliseringen av BMW: 1972 tog man över den sammansättningsfabrik som funnits i Sydafrika sedan 1968. Man tog även på allvar tag i USA-exporten i och med grundandet av BMW of North America. Detsamma gällde viktiga marknader i Europa där man skapade egna dotterbolag istället för generalagenter som man tidigare haft.
1972 kunde man också inviga det nya huvudkontoret med BMW Museum i anslutning. "Fyrcylindern" är ett bevis för företagets remarkabla uppgång under det senaste decenniet. Det ligger i anslutning till Olympiaparken där hela världens blickar riktades mot de olympiska spelen, som hölls i München 1972. I september lanserades den första 5-serien och 1975 kom 3-serien som ökade BMW:s produktion betydligt. Modellserierna bär båda den franske designchefen Paul Bracqs design som kom att bli typisk för BMW från 1970-talet och framåt.
1976 kom så en ny modern coupé - 6-serien. 6-serien blev en succé och BMW fullbordade sitt nya modellprogram med den 1977 lanserade 7-serien. 1977 beslutade BMW att utöka Berlinfabriken vilket föranledde förbundspresidenten Walter Scheels besök vid anläggningen 1977. En helt ny monteringshall för att kunna bygga 60 000 motorcyklar per år och utöka antalet anställda markant stod då klar. Ytterligare utbyggnader följde och 1984 invigde förbundskansler Helmut Kohl ytterligare en moderniserad fabrik. Förutom motorcyklar började man med start 1979 att tillverka personbilskomponenter vid Berlinverken i Spandau. 

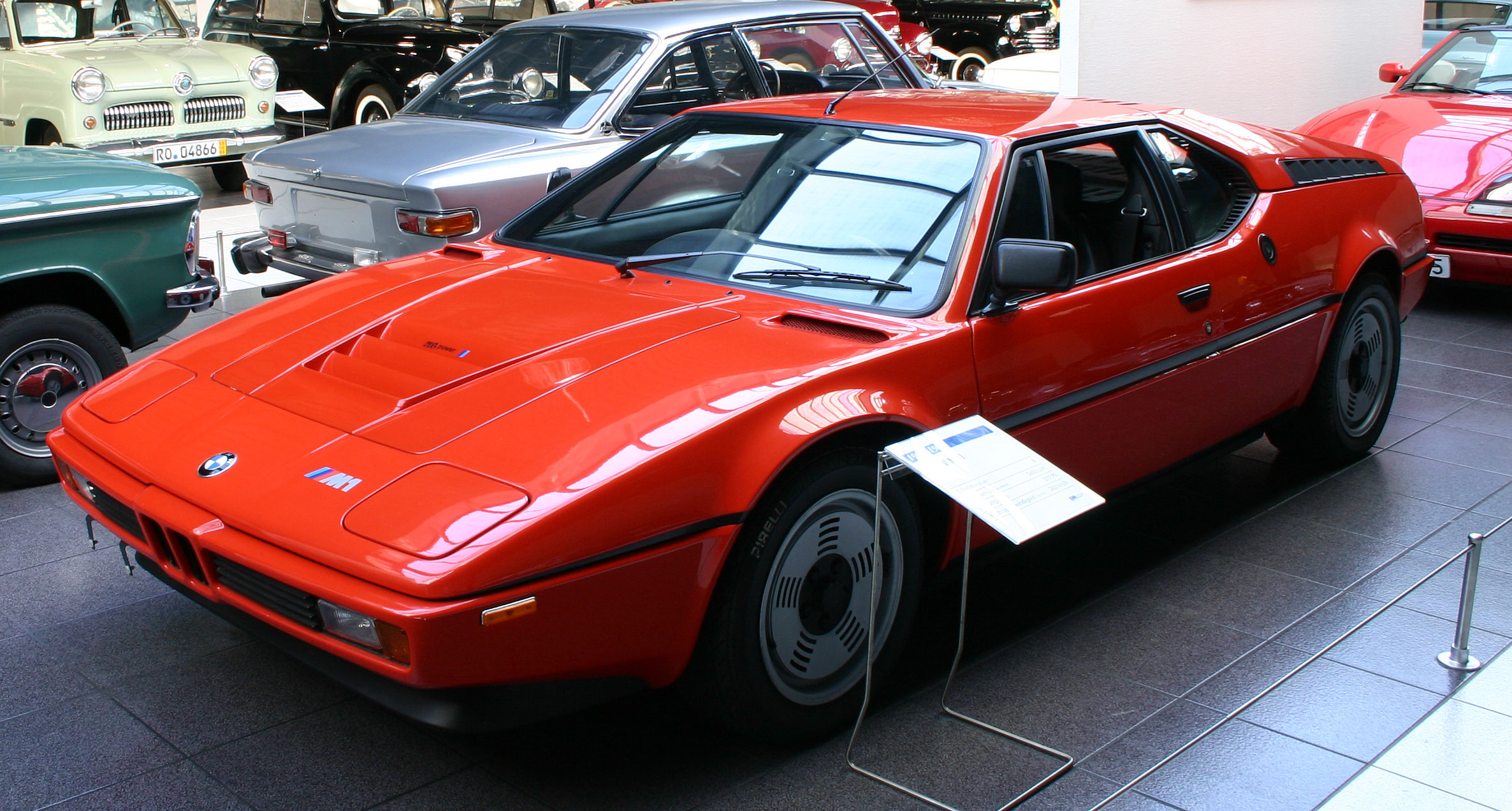
BMW M1.

Decenniet avslutades med lanseringen av supersportbilen BMW M1 och grundandet av motorfabriken i österrikiska Steyr. Steyr-fabriken var från början ett samarbete med österrikiska Steyr-Daimler-Puch innan BMW 1982 helt övertog fabriken. Steyrfabriken utvecklades till BMW:s största motorfabrik och centrum för BMW:s dieselverksamhet. M1 tog stora delar av designen från den 1972 visade BMW Turbo som var en konceptbil av designchefen Paul Bracq. M1:an ritades av Italdesign och tillverkades fram till 1981.
Baader-Meinhof-Wagen

Under 1970-talet körde terroristgruppen Baader-Meinhofs olika medlemmar ofta BMW. Detta gjorde att bilarna i folkmun kallades Baader-Meinhof-Wagen. Gruppen körde emellertid även andra bilar.

## 1980-talet: Nya modeller och utvecklingscentra

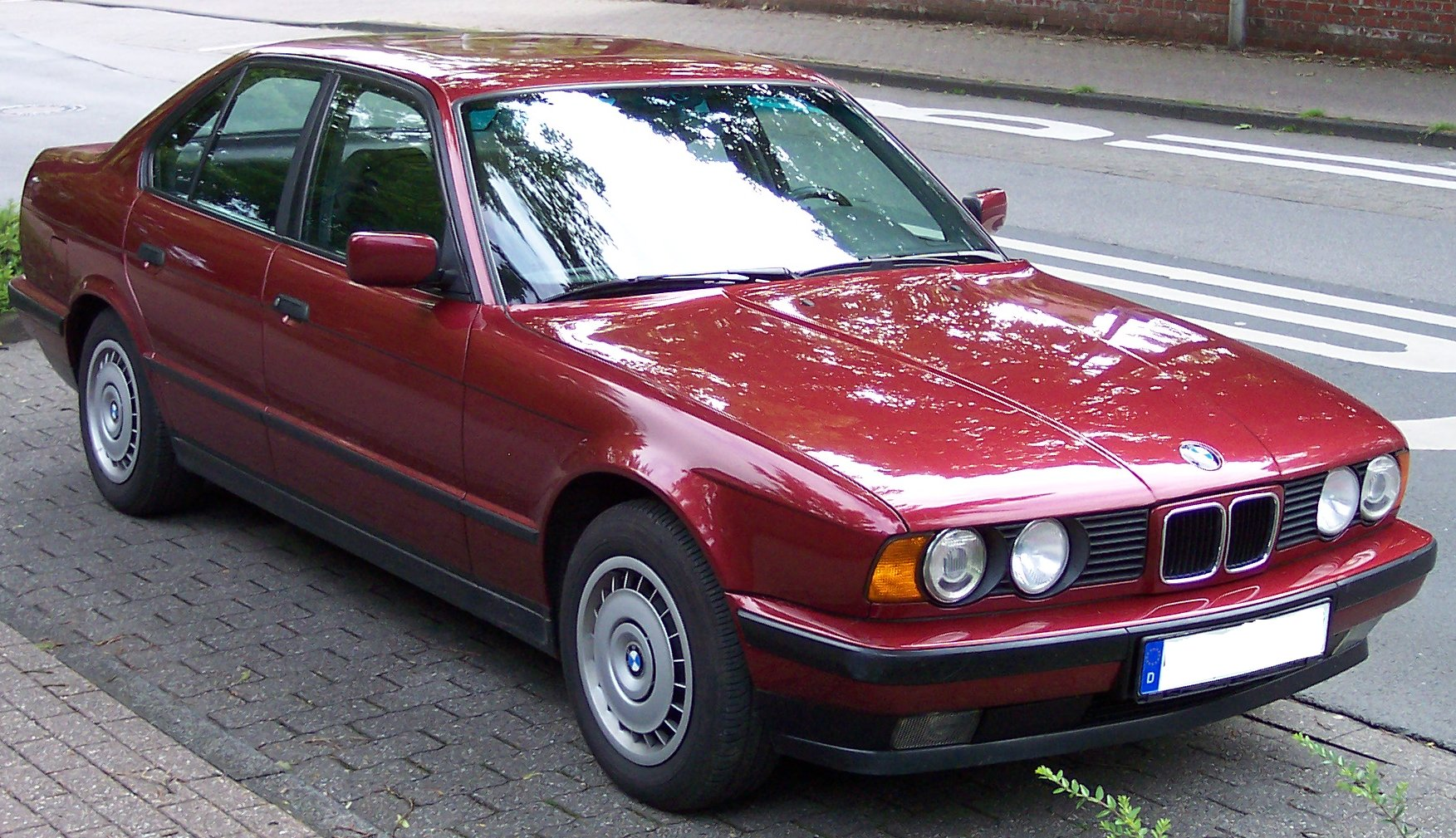
BMW 5-series nya version som kom 1988.

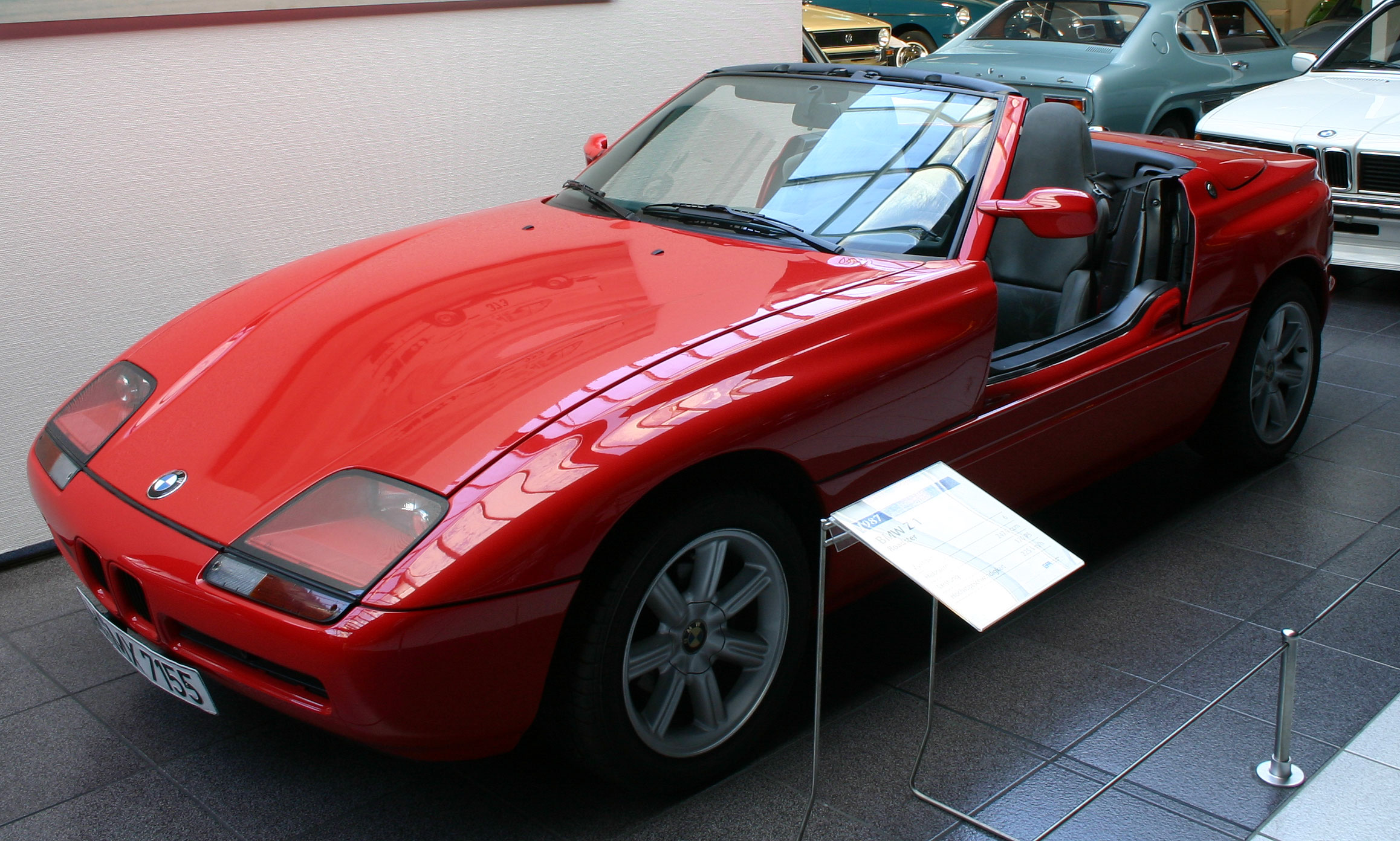
BMW Z1.

1982 avled Herbert Quandt och hans fru Johanna Quandt ärvde tillsammans med barnen Stefan och Susanne familjens aktieinnehav i företaget. Under 1980-talet fortsatte BMW sin positiva utveckling med att lansera nya modeller. 1980-talet var decenniet då BMW kunde börja satsa stora resurser på utveckling när man skapade två nya utvecklingscentra. BMW ökade stadigt sin produktion.

### Nya idéer och modeller
Under 1980-talet lanserade BMW för första gången riktiga kombiversioner av BMW 5-serie och BMW 3-serie som man kallade Touring. Företaget byggde en ny fabrik i Regensburg för tillverkning av volymmodellen BMW 3-serie 1986. Regensburg- och Dingolfingfabrikerna hade blivit viktiga hörnstenar i både produktion och utveckling och byggts ut i olika omgångar.
1985 lanserades den första BMW M5 som blev en stor imagebyggare för BMW och fortsätter att vara det. 1985 är också året då BMW satsade på fyrhjulsdrift. BMW:s tidigare erfarenhet sträckte sig till militärbilen 325 som tillverkats under Andra världskriget. BMW:s fyrhjulsdrivna bilar fick beteckningen iX. Vid samma tid tog BMW fram nya dieselmotorer. Bilarna med diesel fick beteckningen tds.
1988 kom en ny BMW 5-serie. Den nya 7-serien som lanserades 1986 blev en ny favorit hos storbilskunderna och slog den största konkurrenten Mercedes-Benz S-klass i flera olika tester.

### Utvecklingscentra
BMW satsade under 1980-talet på olika forsknings- och designcentra. BMW Technik GmbH skapades för att skapa morgondagens bilar och följdes senare av FIZ (Forschungs- und Ingenieurzentrum) som BMW byggde på ett gammalt militärområde i norra München. 1989 började man tillverka BMW Z1 som är en futuristisk sportbil utvecklad av BMW Technik GmbH. Den verkliga succén uteblev och modellen lades ner 1991. Detta ändrar inte det faktum att BMW:s forsknings- och designcentra varit den drivande kraften bakom flera av de experiment- och konceptbilar som BMW tog fram under 1990-talet.

## 1990-talet: Nya bilmärken och satsningar i koncernen
BMW inledde flera nya vägar för koncernen under 1990-talet. Den globalisering som startat redan på 1970-talet blev under 1990-talet än påtagligare. Det mest påtagliga var BMW-koncernens stora satsningar på olika sätt i Storbritannien.

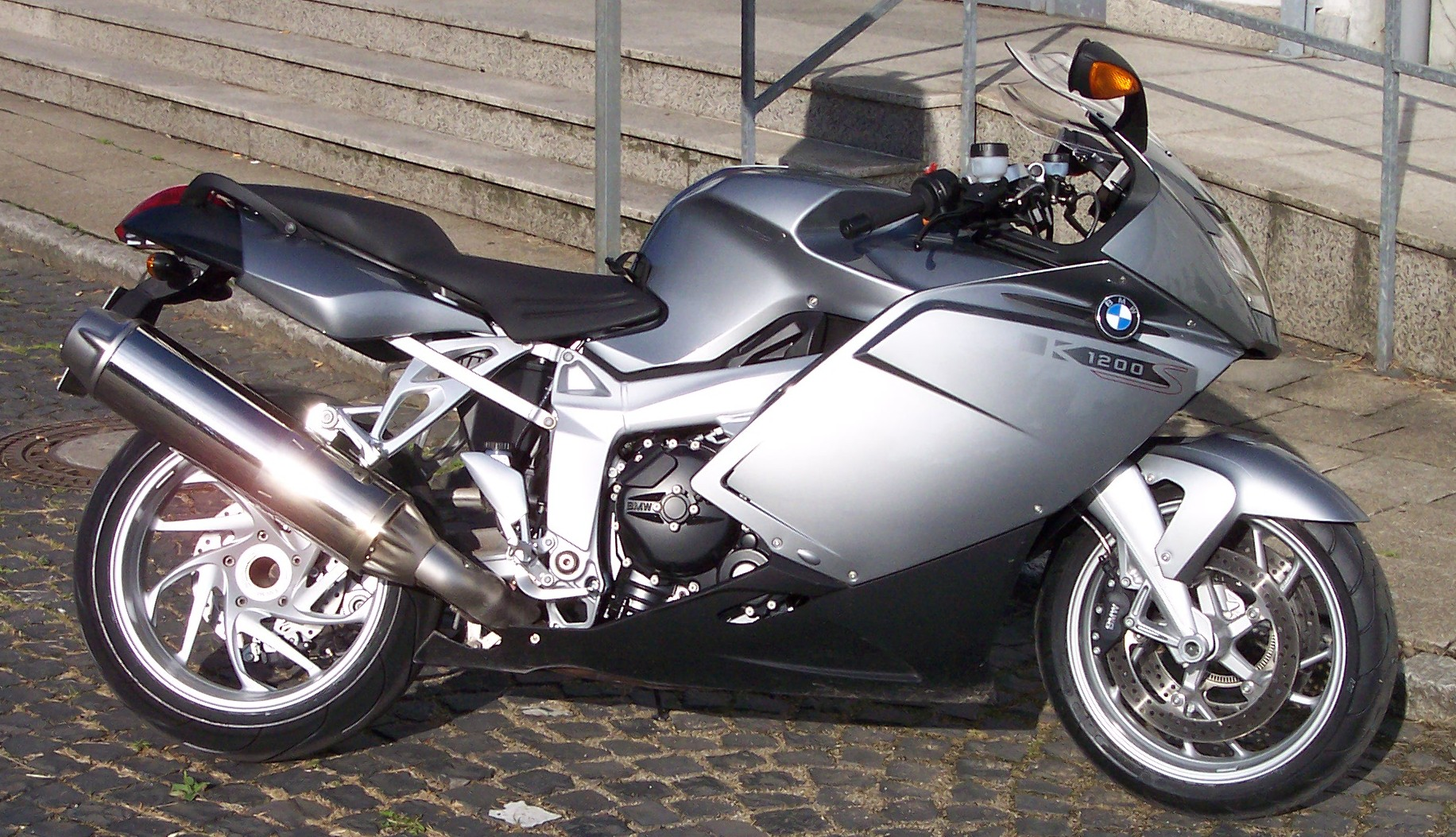
Den miljonte BMW-motorcykeln tillverkas 1991.

### Nya fabriker
BMW gjorde stora satsningar på den föråldrade fabriken i Sydafrika. Rosslyn-fabriken gci från att vara en gammal sammansättningsfabrik för främst den sydafrikanska marknaden till att bli en modern BMW-anläggning för både den afrikanska marknaden och för export. BMW inledde också planering av produktion i USA för att möta den stora efterfrågan från den nordamerikanska marknaden. 1992 började byggandet av BMW-fabriken i Spartanburg i South Carolina och 1994 rullade den första bilen av bandet. 1994 är också det historiska året då BMW:s produktion för första gången var större än Mercedes-Benz. BMW hade då tre år tidigare firat den miljonte tillverkade motorcykeln sedan starten 1923.
1990 inledde man ett samarbete med flygmotortillverkaren Rolls-Royce efter 25 års frånvaro från flygmotorindustrin. 1993 testade man för första gången de nya motorerna framgångsrikt. För ändamålet hade man byggt en ny fabrik i Dahlewitz. 2000 lämnade BMW projektet för att återigen koncentrera sig på bil- och MC-tillverkningen.

### Rover
1993 avgick Eberhard von Kuenheim från chefsposten efter rekordlånga 23 år och ersattes av Münchenfödda Bernd Pischetsrieder. Pischetsrieder var den drivande kraften när man köpte Rover 1994 för att bygga ut koncernen. Det visade sig dock vara ett misstag då man aldrig fick bukt med företagets förluster. 1999 tvingades Pischetsrider att avgå. 2000 valde BMW att sälja av Rover-delen till investmentbolaget Phoenix. Land Rover-delen såldes till amerikanska Ford. Phoenix köpte MG Rover Group för en symbolisk summa. BMW behöll dock rättigheterna till den klassiska Minin - "hundkojan" - och flera andra klassiska bilmärken. Man lanserade senare en helt ny Mini som blev en succé för BMW.

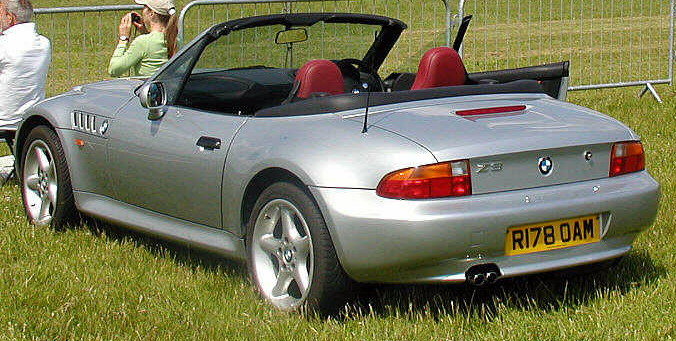
BMW Z3.

1995 lanserade man en roadster för första gången på flera decennier i och med lanseringen av BMW Z3. Bilen fick stor uppmärksamhet via James Bond-filmerna GoldenEye och Tomorrow Never Dies som BMW var med och sponsrade. Att James Bond körde tyskt för första gången var något som uppmärksammades över hela världen och gav BMW stor publicitet. 1995 vann BMW Le Mans med en kraftfull V12-motor som McLaren använde sig av.

### Rolls-Royce
1998 var BMW i en stor fejd med Volkswagen om vem som skulle köpa brittiska Rolls-Royce Motors med bilmärkena Rolls-Royce och Bentley. Det hela slutade med att BMW köpte varumärket Rolls-Royce från Rolls-Royce plc medan Volkswagen köpte tillverkningen av Rolls-Royce och Bentley från Vickers. Efter en affärsuppgörelse tillverkade Volkswagen Rolls-Royce åt BMW fram till 2003. BMW hade redan innan affären levererat de moderna motorerna i Rolls-Royce.
1999 inleddes ett nytt kapitel då BMW gick in i SUV-segmentet med sin BMW X5. X5:an var framförallt tänkt för den amerikanska marknaden men firade även framgångar i Europa. X5:an följdes senare upp av den mindre BMW X3.

## 2000-talet: Miljonvallen sprängs

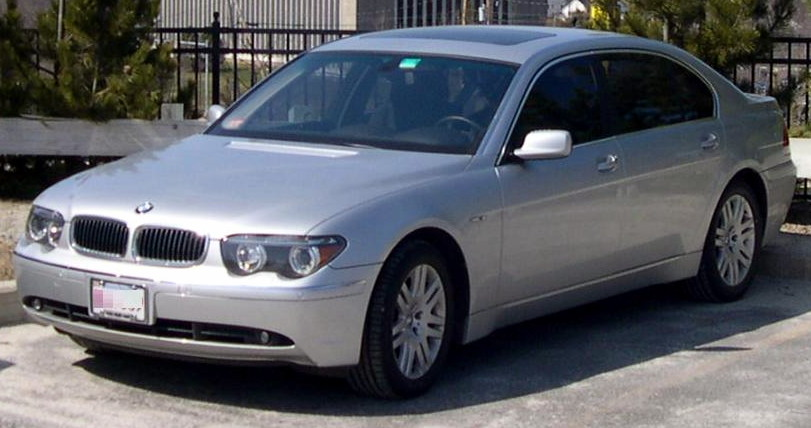
BMW 7-serie.

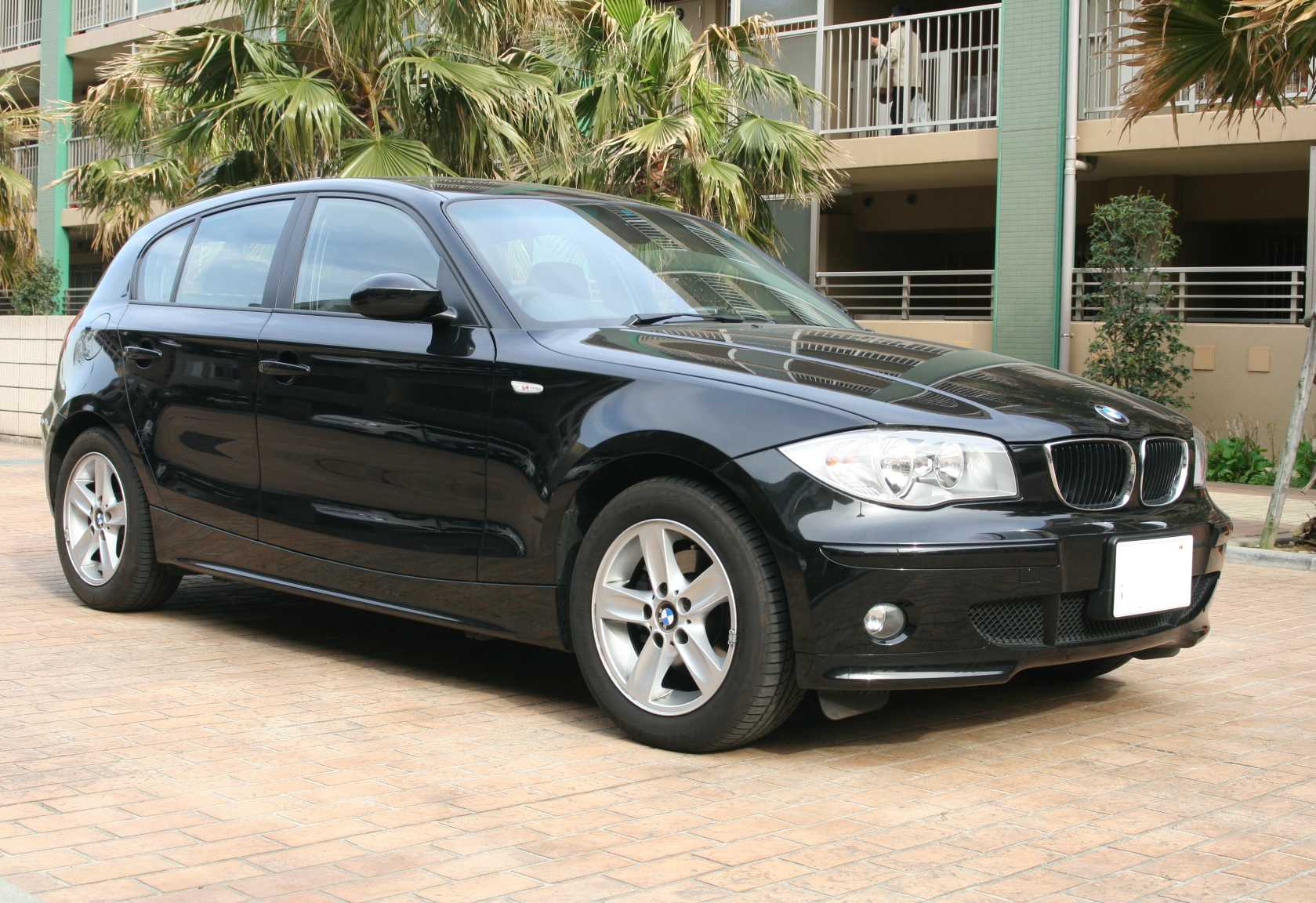
BMW 1-serie.

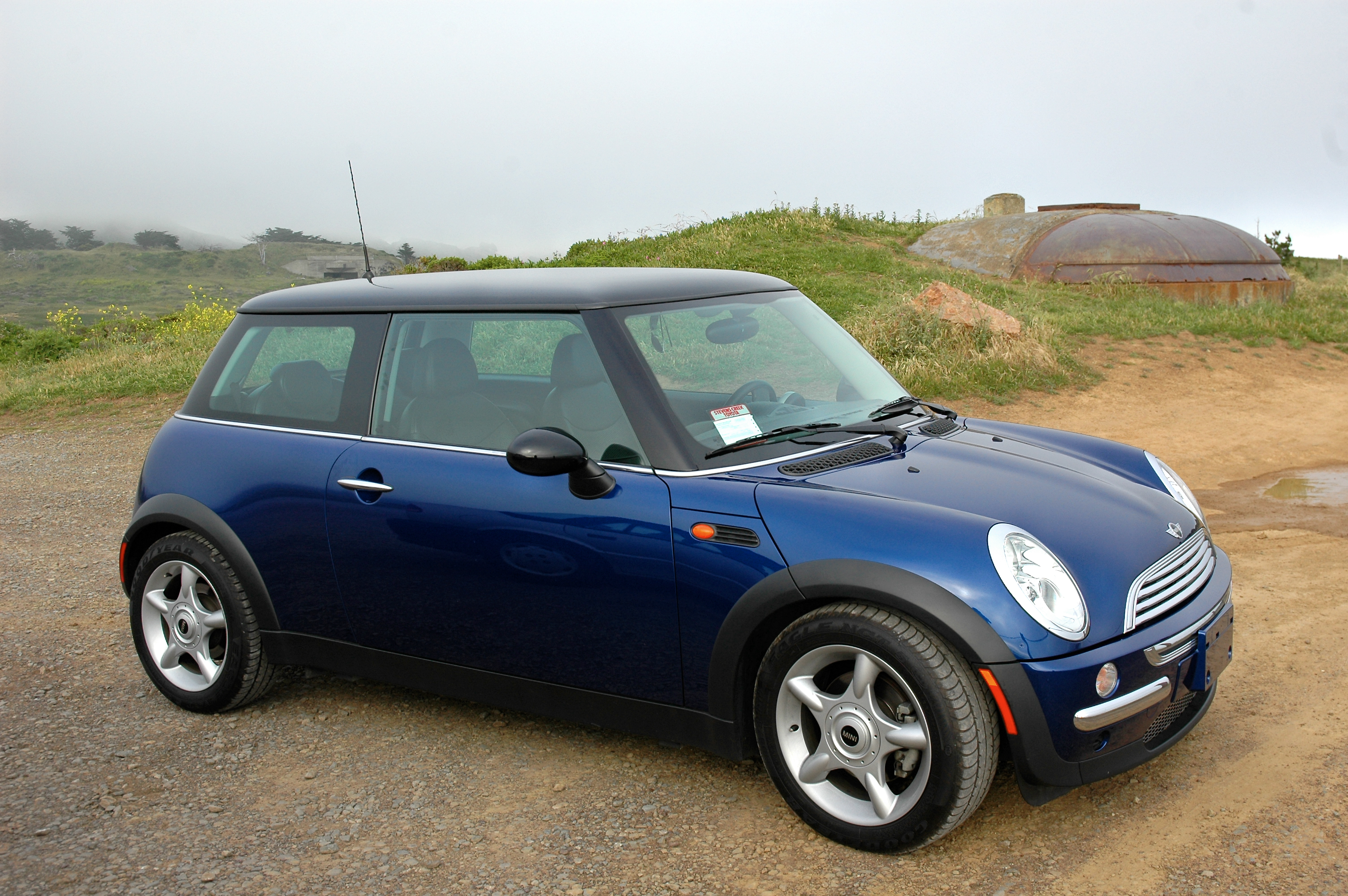
Den nya Mini har blivit en stor framgång för BMW.

2001 invigde BMW sin nya fabrik i brittiska Hams Hall utanför Birmingham. Hams Hall skulle stå för en del av BMW:s motortillverkning. 2000 presenterade BMW också BMW C1 som är en ny sorts motorcykel/skoter för innerstaden. BMW C1 har ett tak och var från början ett konceptfordon. 2000 presenterade BMW den ytterst exklusiva BMW Z8 som är en modern roadster med drag från klassikerna 507. 2000 var också året då BMW gjorde comeback i formel 1. Tillsammans med Williams-stallet formerar man sig som BMW.Williams.F1 där BMW stod för motorerna.
2002 tog Helmut Panke över som BMW-chef efter Joachim Milberg. Helmut Panke hade lång BMW-bakgrund där han bland annat varit chef för BMW:s framgångsrika USA-del. Panke har även varit chef för teknik- och designutvecklingen hos BMW. Milberg i sin tur fortsatte som styrelsemedlem och blev ordförande 2004.
2002 presenterades den nya 7-serien där BMW för första gången på allvar lanserade sin nya fordonsdesign under ledning av designchefen Chris Bangle. Modellen fick både ris och ros för sin design som trots behållandet av klassiska BMW-element bröt med föregångaren. Under de kommande åren kom nya versioner av bl.a. BMW 3- och 5-serierna med den nya designen. 2009 tog Adrian van Hooydonk över som designchef efter Bangle.
Under 2004 gjorde modellnamnet BMW 6-serie comeback som coupé och cabriolet. Då hade BMW saknat en stor coupé sedan 8-serien lades ner 1999. Under 2003 kom den första Rolls-Roycen som var framtagen under BMW:s regi. Under 2004 kom också en ny modell när BMW 1-serien presenterades. 1-serien blev ny instegsmodell och i och med den fick BMW 3-serien att växa när den kom i en ny version 2005.
Under 2004 sprängde så BMW miljonvallen för antalet tillverkade bilar under ett produktionsår. BMW har därtill märkena Mini och Rolls-Royce samt MC-tillverkningen i koncernen. Produktionen på 1 059 978 tillverkade bilar kan ses mot det antal man tillverkade per år under 1960-talet: 164 000. Under 2005 öppnade BMW en ny fabrik i Leipzig för tillverkning av den nya 3-serien.
2006 tog Norbert Reithofer över som BMW-chef.